# Cavernas do Peruaçu
Cavernas do Peruaçu är en nationalpark och ett mer omfattande naturvårdsområde i Brasilien. Den 16 september 1998 sattes naturvårdsområdet upp på Brasiliens tentativa världsarvslista.